# Wadesboro
Wadesboro is een plaats (town) in de Amerikaanse staat North Carolina, en valt bestuurlijk gezien onder Anson County.

## Demografie
Bij de volkstelling in 2000 werd het aantal inwoners vastgesteld op 3552.
In 2006 is het aantal inwoners door het United States Census Bureau geschat op 5171, een stijging van 1619 (45,6%).

## Geografie
Volgens het United States Census Bureau beslaat de plaats een oppervlakte van
7,7 km², geheel bestaande uit land. Wadesboro ligt op ongeveer 111 m boven zeeniveau.

## Plaatsen in de nabije omgeving
De onderstaande figuur toont nabijgelegen plaatsen in een straal van 20 km rond Wadesboro.

## Geboren in Wadesboro
- Blind Boy Fuller (1907 - 1941), blueszanger en -gitarist
- Sylvester Ritter (1952 - 1998), football speler en worstelaar